# Prowincja naczelnego dowódcy wojsk strony lewej

Podział administracyjny imperium asyryjskiego w czasach króla Aszurbanipala z zaznaczoną lokalizacją prowincji turtānu šumēli

Prowincja naczelnego dowódcy wojsk strony lewej – jedna z prowincji imperium asyryjskiego, zarządzana przez wysokiego dostojnika pełniącego na dworze asyryjskim urząd turtānu šumēli - „naczelnego dowódcy wojsk strony lewej”.
Prowincja utworzona została z ziem anatolijskiego królestwa Kummuh, które w 708 r. p.n.e. przyłączył do Asyrii król Sargon II (722-705 p.n.e.). Stolica prowincji, identyfikowana ze współczesnym miastem Samsat (klasyczna Samosata), najprawdopodobniej również nosiła nazwę Kummuh. Osoby noszące tytuł „turtanu strony lewej” nazywane też były „turtanu (prowincji) Kummuh”. Takie tytuły nosili m.in. dwaj asyryjscy eponimowie - Marlarim (w 668 r. p.n.e.) i Salmu-szarri-iqbi (po 648 r. p.n.e., dokładna data niepewna: Parpola datuje jego eponimat na 630 r. p.n.e., a Falkner i Reade na 623 r. p.n.e.).